# Ноздря

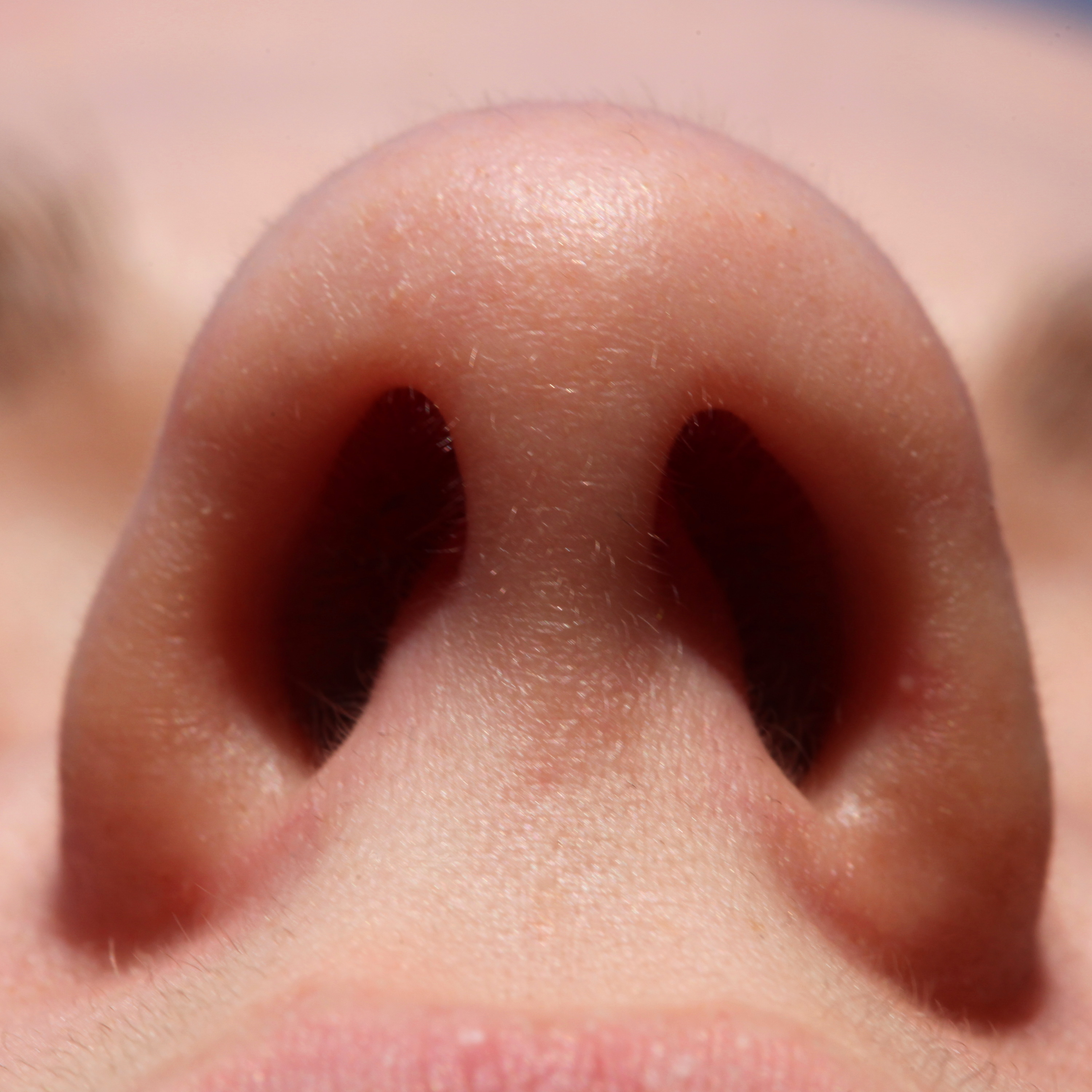
Женские ноздри

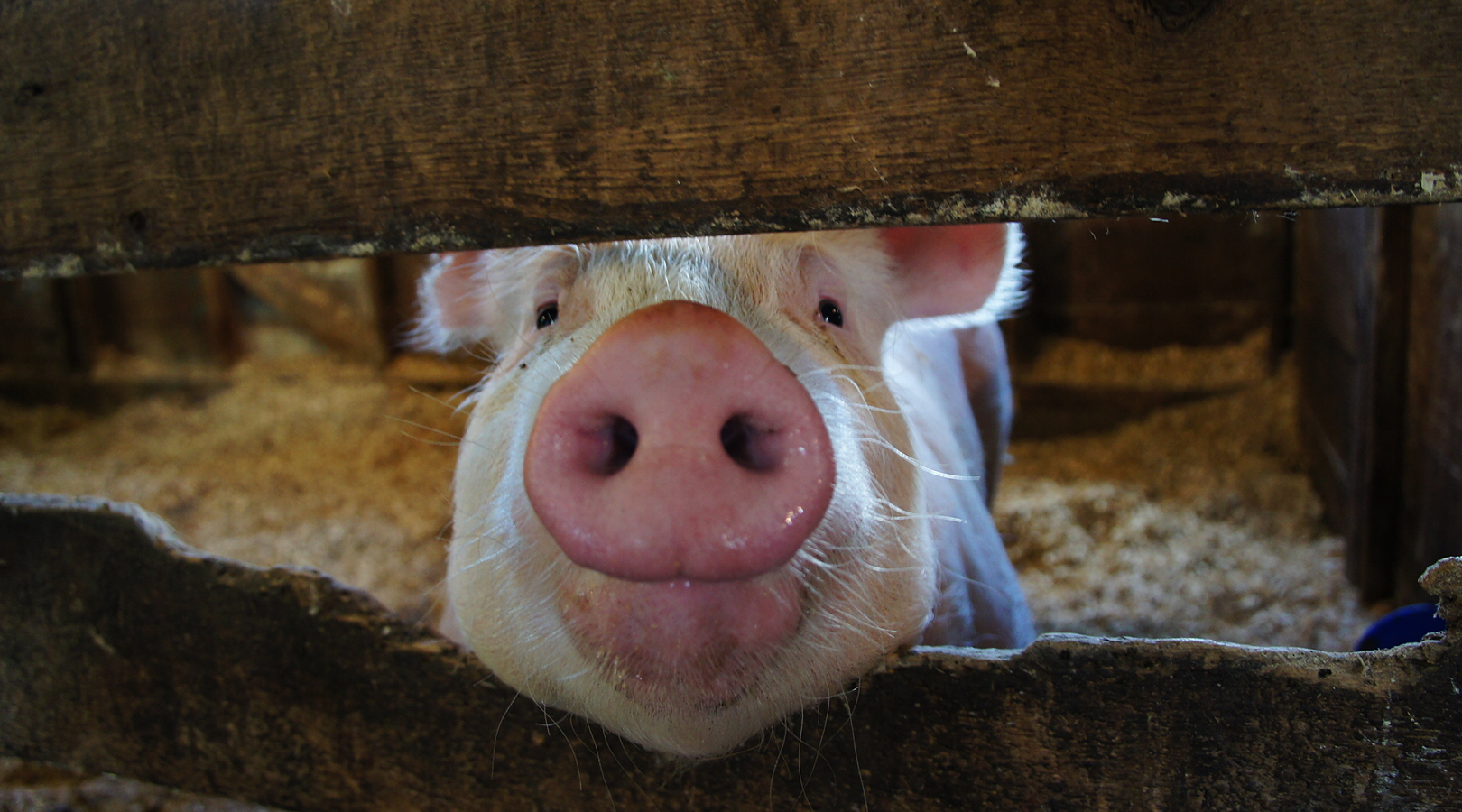
Ноздри свиньи

Ноздри (лат. nares) — парные наружные отверстия носа человека и животных, у человека размещены рядом и разделены кожно-соединительнотканной перепонкой. Ноздри бесчелюстных и зубатых китов непарные.
У человека участок носа от ноздрей до полости носа называется преддверием носа (лат. vestibulum nasi), изнутри покрыт кожей, имеются вибриссы. Границей между преддверием носа и полостью носа является порог носа (лат. limen nasi), который образуется верхним краем латеральной ножки большого хряща крыла носа. Преддверия носа разделены перепончатой частью перегородки носа.
Один из двух каналов носа, от места, где каналы разветвляются вширь, до наружного отверстия. У птиц и млекопитающих в ноздрях есть ответвляющиеся от носовой перегородки хрящевые выступы, которые называются носовыми раковинами, и чья функция — нагревать воздух при вдохе и втягивать влагу при выдохе. Рыбы своими носами не дышат, но у них есть два канала, которые используются для обоняния, и они могут называться ноздрями.
Буревестникообразные отличаются от других птиц тем, что у ноздрей буревестникообразных есть трубчатые продолжения.
Ноздри отделяются одна от другой перегородкой. Перегородка может иногда отклоняться, в результате чего одна ноздря может казаться больше другой. При достаточно сильном повреждении перегородки носа и колумеллы две ноздри могут уже не отделяться одна от другой и тогда образуют единое более крупное наружное отверстие.
Если человеку направить в разные ноздри два разных запаха, то между ноздрями может наблюдаться соперничество, похожее на бинокулярное соревнование между глазами, то есть человек может начать ощущать поочерёдно то один запах, то другой.
Просвет ноздрей у человека регулируется мышцами носа, воздействующими при сокращениях на крылья и перегородку носа, в частности правой и левыми носовыми мышцами.

## Ноздри в культуре
Ноздри у человека играют роль в мимическом выражении некоторых эмоциональных состояний, в частности гнева, отсюда выражения «фыркать» и «раздувать ноздри».